# Transportminister
Transportminister eller trafikminister är en minister i ett lands regering som ansvarar för infrastrukturfrågor såsom vägar, järnvägar, sjöfart och luftfart. Alternativ titel är kommunikationsminister eller infrastrukturminister och då ingår vanligen även ansvar för post-, tele- och radiokommunikation samt informationsteknik. 
I Finland finns en trafikminister och en kommunikationsminister som båda sorterar under Kommunikationsministeriet. I Sverige benämns motsvarande ämbete infrastrukturminister. Äldre svensk benämning är kommunikationsminister.
I Europeiska kommissionen motsvaras transportministern av kommissionären med ansvar för transportfrågor. I Europeiska unionens råd möts transportministrarna och dess motsvarigheter i formationen Rådet för transport, telekommunikation och energi.

## Olika länders motsvarigheter till transportminister
| Land           | Minister                                                                                               | Ministerium                                             |
| -------------- | --- | ------------------------------------------------------- |
| Danmark        | Transportminister                                                                                      | Transportministeriet                                    |
| Finland        | Trafikminister                                                                                         | Kommunikationsministeriet                               |
| Norge          | Samferdselsminister                                                                                    | Samferdselsdepartementet                                |
| Storbritannien | Secretary of State for Transport                                                                       | Department for Transport                                |
| Sverige        | Infrastrukturminister                                                                                  | Infrastrukturdepartementet                              |
| Tyskland       | Bundesminister für Verkehr, Bau und Stadtentwicklung (Transport-, bostad- och stadsplaneringsminister) | Bundesministerium für Verkehr, Bau und Stadtentwicklung |
| USA            | Secretary of Transportation                                                                            | Department of Transportation                            |

## Fotnoter
1. ↑  ”Ministeriets webbplats”. Arkiverad från originalet den 9 februari 2010. https://web.archive.org/web/20100209044311/http://www.trm.dk/sw232.asp. Läst 7 februari 2010.
2. ↑  ”Ministeriets webbplats”. Arkiverad från originalet den 1 november 2010. https://web.archive.org/web/20101101160309/http://www.lvm.fi/web/sv/framsida. Läst 7 februari 2010.
3. ↑  Departementets webbplats
4. ↑  Departementets webbplats
5. ↑  Departementets webbplats
6. ↑  ”Departementets webbplats”. Arkiverad från originalet den 9 februari 2010. https://web.archive.org/web/20100209022422/http://www.dot.gov/index.html#. Läst 8 februari 2010.